# Luckau
Luckau (lågsorbiska Łukow) är en stad i det tyska länet Dahme-Spreewald i förbundslandet Brandenburg, belägen omkring 85 km söder om Berlin.

## Geografi
Stadskommunen är med sin yta på över 200 kvadratkilometer en av de till ytan största städerna i Tyskland. Kommunen ligger omkring höjdryggen Lausitzer Grenzwall och genomflyts av floderna Berste och Wudritz, som båda utgör bifloder till Spree. Kommunens högsta punkt är Mühlenberg med en höjd på 120 meter över havet. I trakten vid orterna Fürstlich Drehna och Schlabendorf pågår en återanpassning av de numera nedlagda brunkolsbrotten, som tidigare utgjorde den nordvästra gränsen för brunkolsbrytningen i Lausitz. Stadens södra delar tillhör naturreservatet Naturpark Niederlausitzer Landrücken.

## Befolkning
| År   | Invånare |
| ---- | -------- |
| 1875 | 11 475   |
| 1890 | 11 369   |
| 1910 | 10 947   |
| 1925 | 11 083   |
| 1933 | 11 117   |
| 1939 | 11 022   |
| 1946 | 15 343   |
| 1950 | 14 672   |
| 1964 | 13 011   |
| 1971 | 12 746   |

| År   | Invånare |
| ---- | -------- |
| 1981 | 12 318   |
| 1985 | 11 926   |
| 1989 | 11 514   |
| 1990 | 11 389   |
| 1991 | 11 116   |
| 1992 | 11 138   |
| 1993 | 10 970   |
| 1994 | 10 924   |
| 1995 | 10 751   |
| 1996 | 10 920   |

| År   | Invånare |
| ---- | -------- |
| 1997 | 10 964   |
| 1998 | 10 883   |
| 1999 | 11 089   |
| 2000 | 11 104   |
| 2001 | 10 919   |
| 2002 | 10 736   |
| 2003 | 10 604   |
| 2004 | 10 556   |
| 2005 | 10 642   |
| 2006 | 10 477   |

| År   | Invånare |
| ---- | -------- |
| 2007 | 10 452   |
| 2008 | 10 334   |
| 2009 | 10 231   |
| 2010 | 10 130   |
| 2011 | 9 818    |
| 2012 | 9 738    |
| 2013 | 9 610    |
| 2014 | 9 558    |
| 2015 | 9 533    |
| 2016 | 9 574    |

| År   | Invånare |
| ---- | -------- |
| 2017 | 9 729    |
| 2018 | 9 582    |
| 2019 | 9 565    |
| 2020 | 9 443    |

Detaljerade källor anges i Wikimedia Commons..

## Kommunikationer

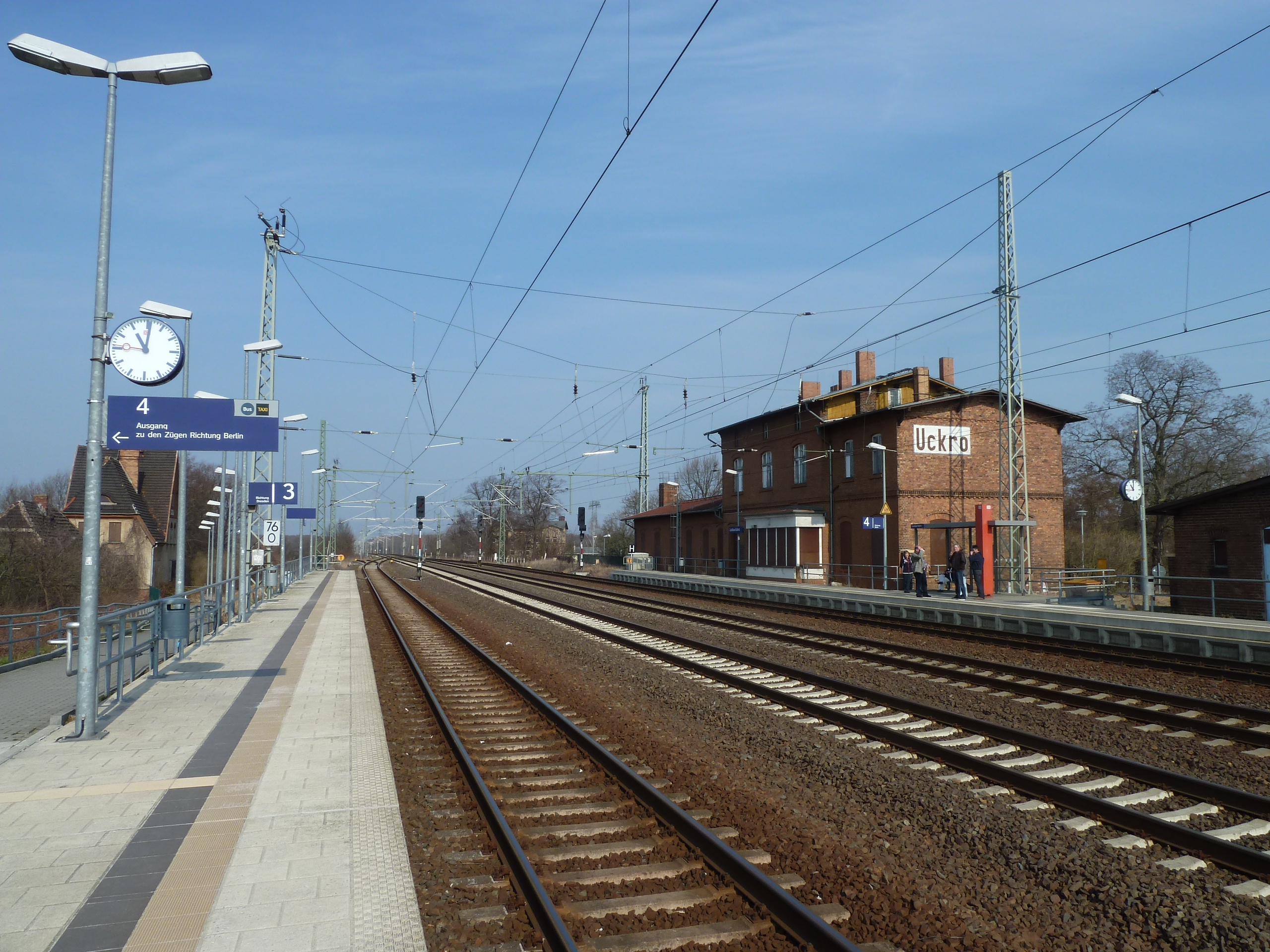
Järnvägsstationen Luckau-Uckro

I orten Uckro strax väster om Luckau finns en järnvägsstation, Luckau-Uckro, som trafikeras av regionalexpresståg mot Berlin - Stralsund/Schwedt och i andra riktningen mot Elsterwerda. Den tidigare sidolinjen genom Luckaus stadskärna mot Lübben är sedan 2008 helt nedlagd.
Genom staden passerar den nord-sydliga förbundsvägen Bundesstrasse 96 (Sassnitz - Zittau) och förbundsvägen Bundesstrasse 87 (Torgau - Frankfurt (Oder)). Här börjar även Bundesstrasse 102 mot Wusterhausen/Dosse.

## Kända Luckaubor
- Heinrich Anschütz (1785–1865), skådespelare.
- Johann Baumgarten (1765-1843), läkare och botaniker.
- Jürgen Kissner (född 1942), tävlingscyklist och idrottslärare.
- Günter Kochan (1930-2009), kompositör.